# Aspidophoroides monopterygius
Aspidophoroides monopterygius és una espècie de peix pertanyent a la família dels agònids.

## Descripció
- Fa 18 cm de llargària màxima.[5][6]

## Alimentació
Menja crustacis i organismes bentònics.

## Depredadors
Als Estats Units és depredat per l'halibut (Hippoglossus hippoglossus).

## Hàbitat
És un peix marí, demersal i de clima temperat (84°N-42°N, 162°W-43°W) que viu entre 0-695 m de fondària.

## Distribució geogràfica
Es troba a l'Atlàntic nord-occidental: des de l'oest de Groenlàndia i Labrador (el Canadà) fins a Cap Cod (Massachusetts, els Estats Units).

## Costums
És bentònic.

## Observacions
És inofensiu per als humans.